# Mata de València
La Mata de València és una avetosa d'avet blanc (Abies alba) situada a l'obaga de la vall de la Bonaigua, a la conca alta del riu Noguera Pallaresa. Administrativament es troba al poble de València d'Àneu, al terme municipal d'Alt Àneu, a la comarca del Pallars Sobirà. És dins la zona perifèrica de protecció del Parc Nacional d'Aigüestortes i Estany de Sant Maurici, inclosa com a zona d'especial interès ecològic i paisatgístic en la Reserva Natural Parcial Noguera Pallaresa-Bonaigua, i en la Reserva Nacional de Caça de l'Alt Pallars - Aran.
El bosc, de 774 ha de superfície, també conté altres espècies d'arbres com el pi roig (Pinus sylvestris) i el pi negre (Pinus mugo subsp. uncinata) a més d'altres espècies com el trèmol (Populus tremula) o els salzes (Salix sp.). A nivell de fauna, hi viuen diverses espècies protegides com el gall fer (Tetrao urogallus), el gat salvatge (Felis silvestris), l'ós bru (Ursus arctos) o el cérvol (Cervus elaphus).
La Mata de València és considerada l'avetosa més extensa de la Península Ibèrica i una de les més importants del sud d'Europa. Tot plegat, juntament amb el bon estat de conservació, fa que es consideri com una avetosa emblemàtica i presenti un gran valor i interès social, ecològic, paisatgístic, recreacional, científic i legal.

## Situació

Vista de la vall de la Bonaigua amb el Pui de la Bonaigua (2.778 m) en primer pla i la Mata de València al fons, a l'esquerra de la imatge.

La Mata de València es troba al vessant obac de la vall de la Bonaigua, que s'estenen en direcció est-oest al llarg de 10 km entre el port de la Bonaigua, a 2.072 metres d'altitud, i el pont de la Mola, a Sorpe, a 1.258 metres. Per la vall hi discorre el riu de la Bonaigua, situada a la conca alta del riu Noguera Pallaresa, en ple Pirineu axial. Si bé el vessant està orientat cap al nord en general, també hi ha orientacions des de nord-est a nord-oest. Les inclinacions dominants són moderades, entre uns 15 i 30°.
Està delimitada pel riu de Cabanes i del refugi del Gerdar, pel costat de ponent; el riu de la Bonaigua, al nord; el poble de València d'Àneu, a llevant, i de la serra de Castell Renau, a migdia.
A dalt la serra de Castell Renau, que s'estén d'oest a est de la collada del Pas del Coro (1.946,6 m) en direcció a Esterri d'Àneu (957 m), hi ha el Tossal de la Cabana dels Caçadors (1943 m). Al vessant sud de la serra hi ha la vall de Son. Alguns cims propers a la Mata de València són el Pui de la Bonaigua (2.778), a uns 2 km l'oest, i lo Tésol (2.700), també a uns 2 km al sud-oest.

## Climatologia
Es tracta d'un bosc situat en l'estatge climàtic subalpí i amb influència de clima atlàntic per la proximitat amb la Vall d'Aran. El cima general és axeromèric fred amb un cert grau de continentalitat.
Les dades de temperatures, extretes de les dues estacions meteorològiques més properes, situades a Esterri d'Àneu i el port de la Bonaigua, són d'11,4 i 3,3 °C de mitjana anual respectivament, fet que indica que, tot i l'aparent uniformitat de l'avetosa, hi ha un acusat gradient termo-pluviomètric. Pel que fa a les precipitacions, la mitjana anual és d'entre uns 800 i uns 1.000 mm, i el vent dominant és d'oest. Aquestes precipitacions es reparteixen uniformement al llarg de l'any, tret d'una certa minva a l'estiu (principalment el juliol), i uns màxims poc acusats a la primavera i a la tardor.

## Flora

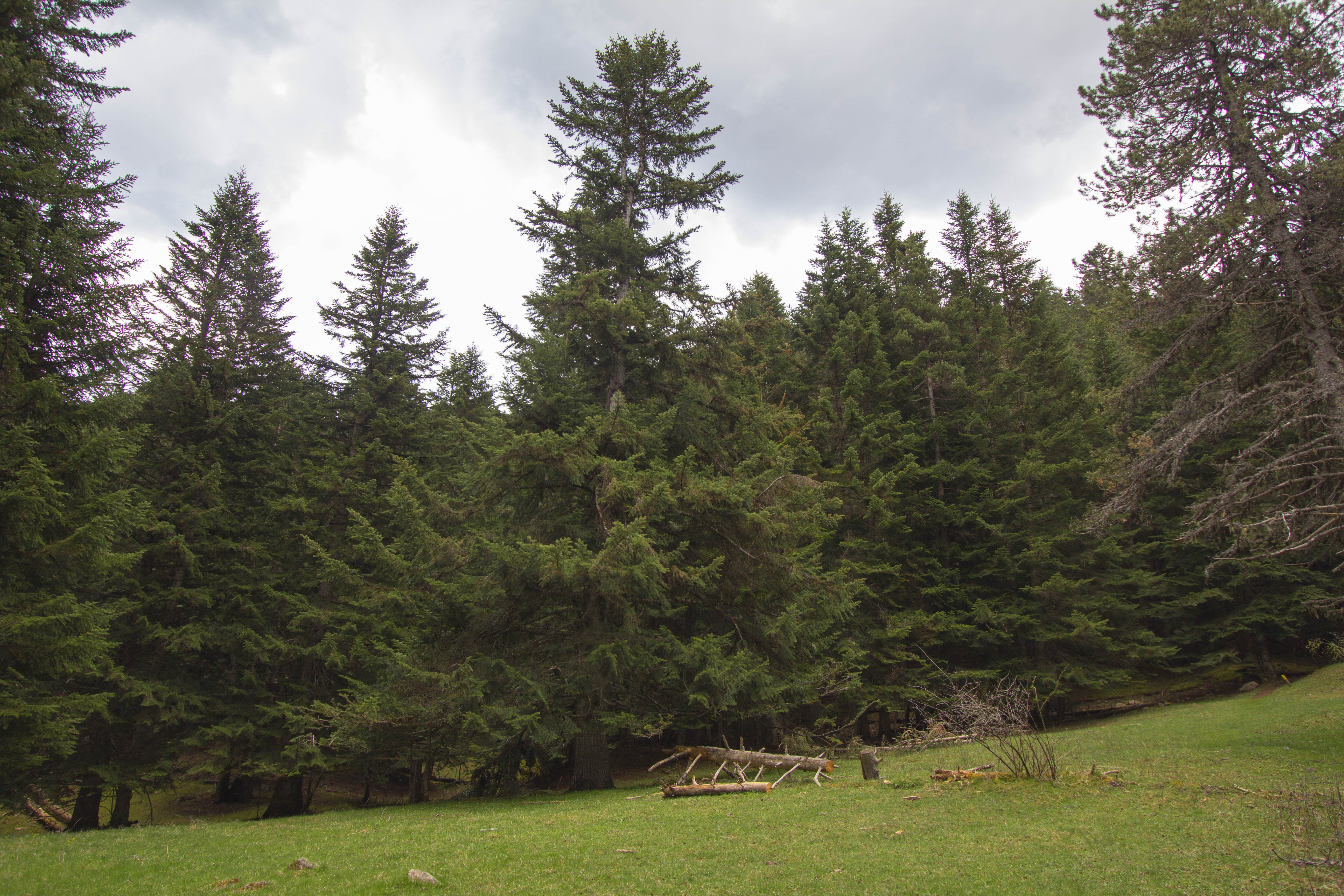
Avets a la Mata de València a una zona propera al riu de Cabanes

Segons el Pla d'Ordenació de la Mata de València (2008), la massa forestal té una superfície de 721 ha compreses entre 1.300 i 1.950 m d'alçada, on la principal formació vegetal és el bosc pur d'avet blanc (Abies alba), el qual forma un estrat continu distribuït de manera més o menys uniforme entre la cota 1.400 m i la part superior del bosc i ocupa una superfície de 460 ha.
En els llocs d'ambient més sec i poc favorables per l'avet s'hi troben boscos de pi roig (Pinus sylvestris), situats al sector sud-est, i de pi negre (Pinus mugo subsp. uncinata), a les parts més altes, els quals ocupen una superfície de 116 i 66 ha respectivament. Altres formacions minoritàries són un bosquet de trèmol (Populus tremula) que es troba al mig de l'avetosa i que s'originà com a conseqüència d'un incendi de principi de la dècada de 1940, una franja estreta de bosc de ribera format principalment per salzes (Salix sp.) que separa l'avetosa del riu de la Bonaigua, a les cotes més baixes, i un complex de vegetació, limítrof amb aquesta salzeda, format per avellaners (Corylus avellana) mesòfils de reconstrucció i parcel·les petites de prats que es barregen amb la pineda de pi roig. Puntualment, també hi ha herbassars higrofítics lligats a cursos d'aigua permanents.
S'hi troba molsa i líquens com la barba de caputxí. En les clarianes creixen arbres caducifolis. També s'hi troba l'orquídia fantasma (Epipogium aphyllum), una espècie d'orquídia que viu en zones ombrívoles de fagedes i avetoses de clima atlàntic o de tendència atlàntica on sempre és raríssima i sovint esporàdica perquè no floreix anualment i pot estar-se durant anys sense florir o bé florint sota terra.

## Fauna
De la fauna en destaquen espècies protegides com el gall fer (Tetrao urogallus), el picot negre eurasiàtic (Dryocopus martius), el mussol pirinenc (Aegolius funereus), la becada (Scolopax rusticola), la marta (Martes martes), el gat salvatge (Felis silvestris), l'ós bru (Ursus arctos) i el cérvol (Cervus elaphus). També hi ha una població de diversos micromamífers i diverses espècies cinegètiques com el cabirol (Capreolus capreolus), la daina (Dama dama), l'isard pirinenc (Rupicapra pyrenaica) o el senglar (Sus scrofa).

### Mamífers

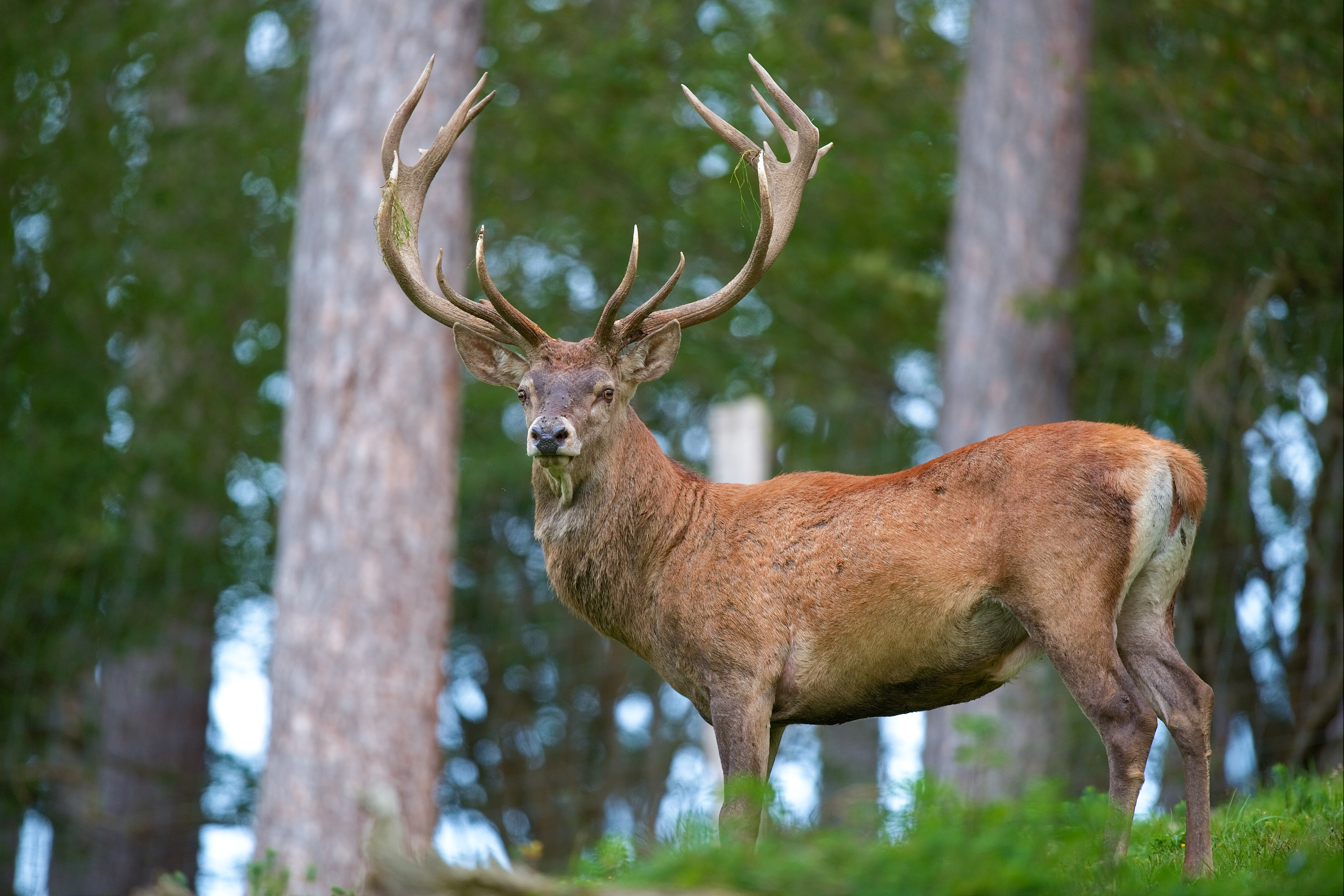
Cérvol (Cervus elaphus)

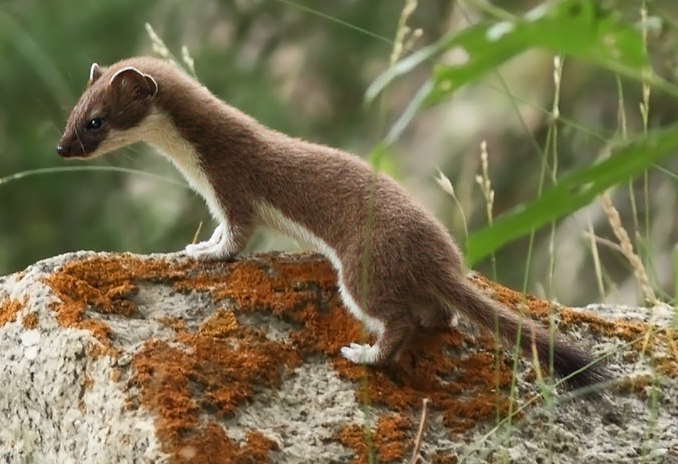
Ermini (Mustela erminea)

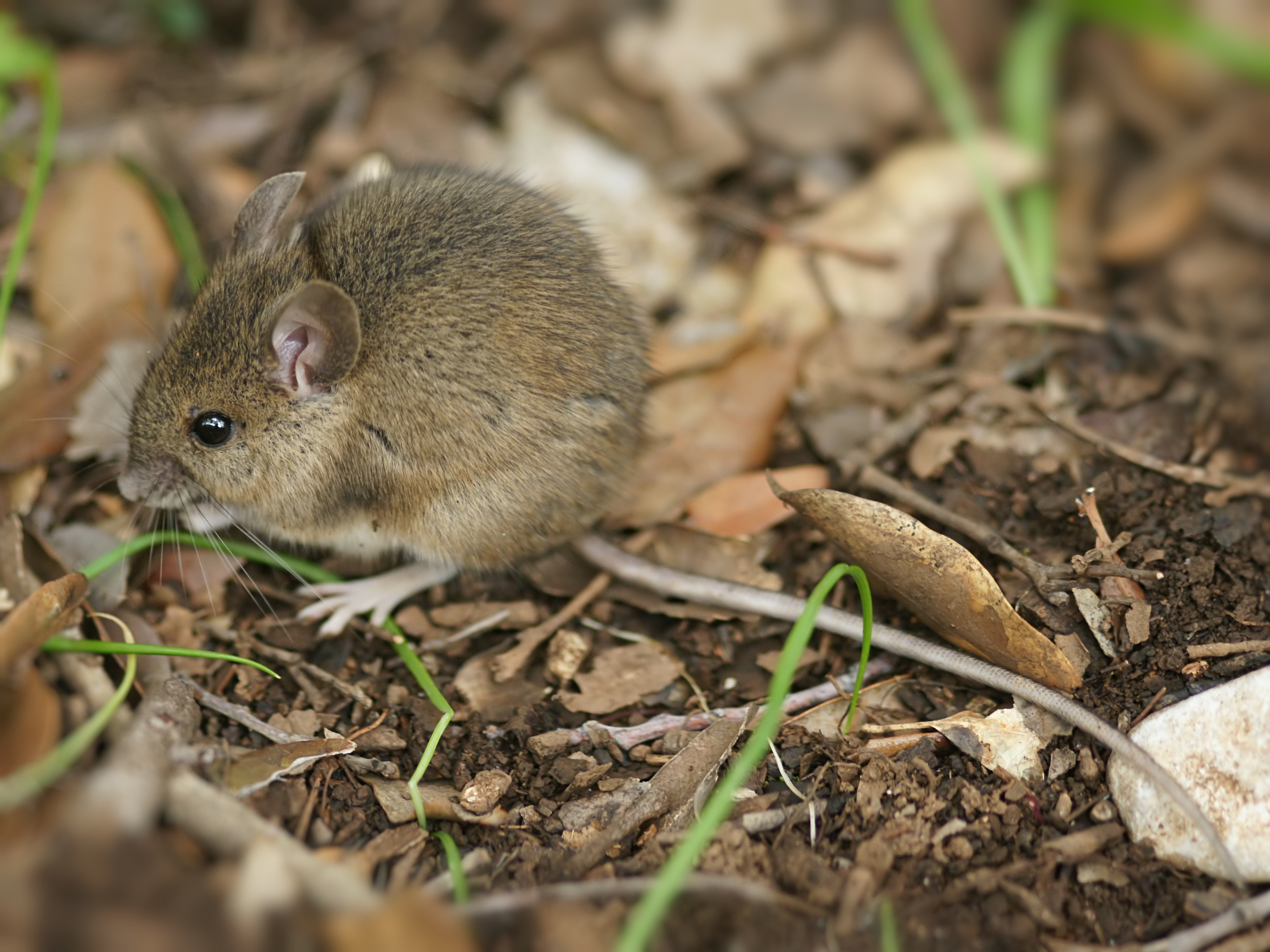
Ratolí de bosc (Apodemus sylvaticus)

L'estudi Els mamífers de les Planes de Son i la mata de València, fet pels biòlegs Lluís Comas i Olga Boet el 2007 i inclòs a l'obra Els sistemes naturals de les Planes de Son i la mata de València (2010), va elaborar un catàleg dels mamífers que viuen en aquest hàbitat. El catàleg inclou 44 espècies de mamífers, 2 de les quals, el llop (Canis lupus) i el linx (Lynx lynx), es consideren extingides a Catalunya i 1, l'herc (Capra pyrenaica pyrenaica), està extingida. També, de les espècies catalogades, 12 no es van detectar però es van incloure a la llista perquè es considera que tenen una presència probable ja que en altres estudis han estat detectades a les valls més pròximes (vall d'Espot i vall de la Bonaigua) i en hàbitats iguals al de la Mata de València. De totes les espècies del catàleg, 3 són espècies foranes: la rata comuna (Rattus novergicus), la marmota (Marmota marmota) i la daina (Dama dama), mentre que tota la resta són autòctones. L'estudi va concloure que la riquesa d'espècies de mamífers a la Mata de València és molt alta, ja que representen fins a un 70 % de totes les espècies possibles localitzades als Pirineus catalans.
S'indica l'estatus i la presència de cada espècie. «A» o «F» indica si és autòctona o forana, mentre que «D», «P» o «E» vol dir que es tracta d'una espècie de presència detectada, probable o extingida, respectivament.
| Artiodàctils - Senglar (Sus scrofa) – A/D - Cérvol (Cervus elaphus) – A/D - Daina (Dama dama) – F/D - Cabirol (Capreolus capreolus) – A/D - Isard (Rupicabra pyrenaica) – A/D - Cabra salvatge (Capra pyrenaica) – A/E Carnívors - Llop (Canis lupus) – A/E - Guineu (Vulpes vulpes) – A/D - Ermini (Mustela erminea) – A/D - Mostela (Mustela nivalis) – A/D - Marta (Martes martes) – A/D - Fagina (Martes foina) – A/D - Toixó (Meles meles) – A/D - Llúdriga (Lutra lutra) – A/P - Ós bru (Ursus arctos) – A/P - Gat mesquer (Genetta genetta) – A/D - Gat fer (Felis silvestris) – A/D - Linx (Lynx lynx) – A/E Erinaceomorfs - Talp (Talpa europaea) – A/D - Almesquera (Galemys pyrenaicus) – A/D Lagomorfs - Llebre europea (Lepus europaeus) – A/D | Quiròpters - Ratpenat de ferradura petit (Rhinolophus hipposideros) – A/D - Ratpenat clar d'aigua (Myotis daubentonii) – A/P - Pipistrel·la (Pipistrellus pipistrellus) – A/D - Nòctul petit (Nyctalus leisleri) – A/D - Nòctul gros (Nyctalus noctula) – A/P - Ratpenat cuallarg europeu (Tadarida teniotis) – A/P Rosegadors - Marmota (Marmota marmota) – F/D - Esquirol (Sciurus vulgaris) – A/D - Talpó roig (Clethrionomys glareolus) – A/D - Rata talpera (Arvicola terrestris) – A/D - Rata d'aigua (Arvicola sapidus) – A/P - Talpó de tartera (Chionomys nivalis) – A/P - Talpó camperol (Microtus arvalis) – A/D - Talpó muntanyenc (Microtus agrestis) – A/P - Ratolí de bosc (Apodemus sylvaticus) – A/D - Ratolí lleonat (Apodemus flavicollis) – A/P - Rata comuna (Rattus novergicus) – F/P - Ratolí domèstic (Mus domesticus) – A/P - Liró (Glis glis) – A/D - Rata cellarda (Eliomys quercinus) – A/D Soricomorfs - Musaranya menuda (Sorex minutus) – A/D - Musaranya cuaquadrada (Sorex araneus) – A/D - Musaranya aquàtica pirinenca (Neomys fodiens) – A/D |

### Ocells

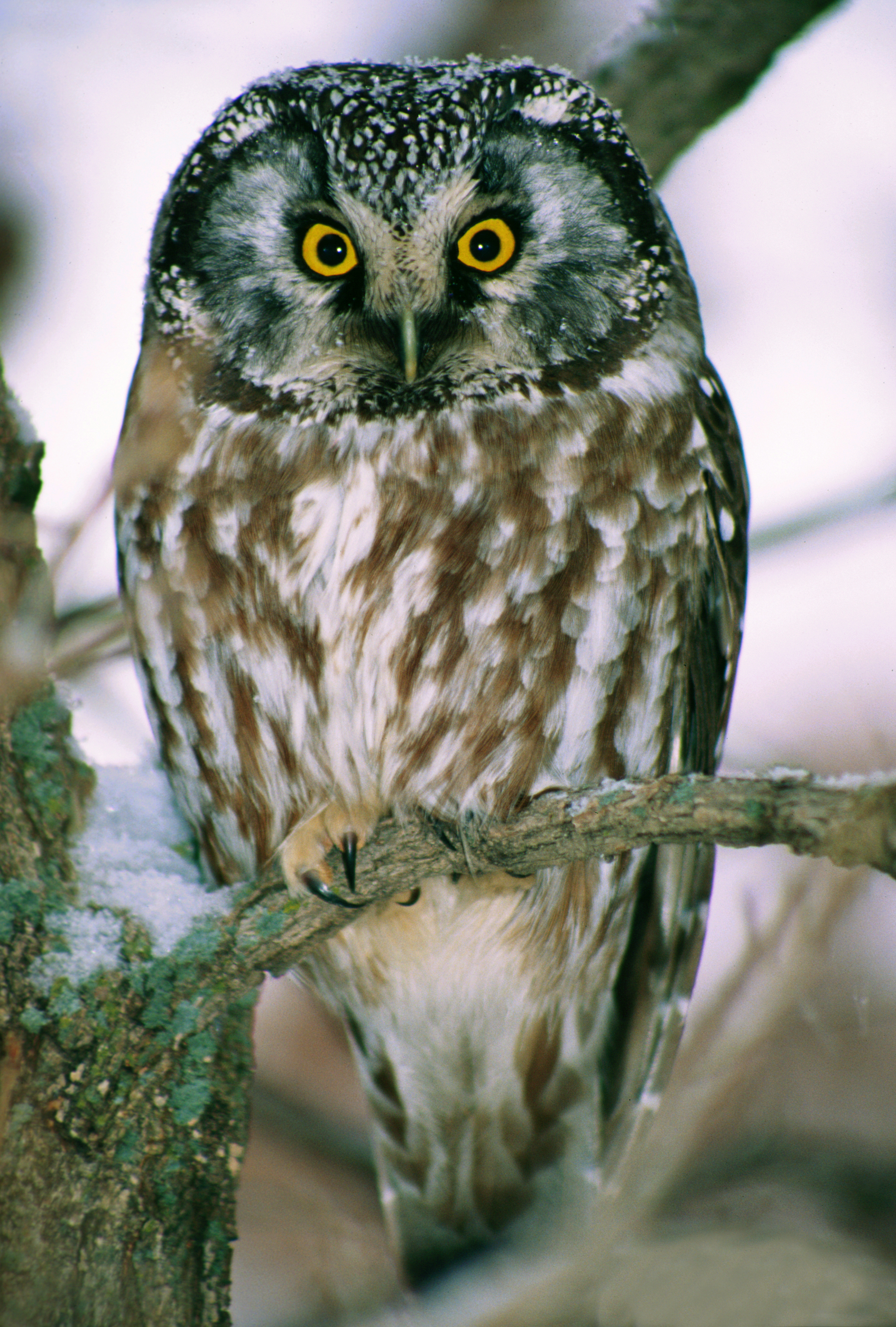
Mussol pirinenc (Aegolius funereus)

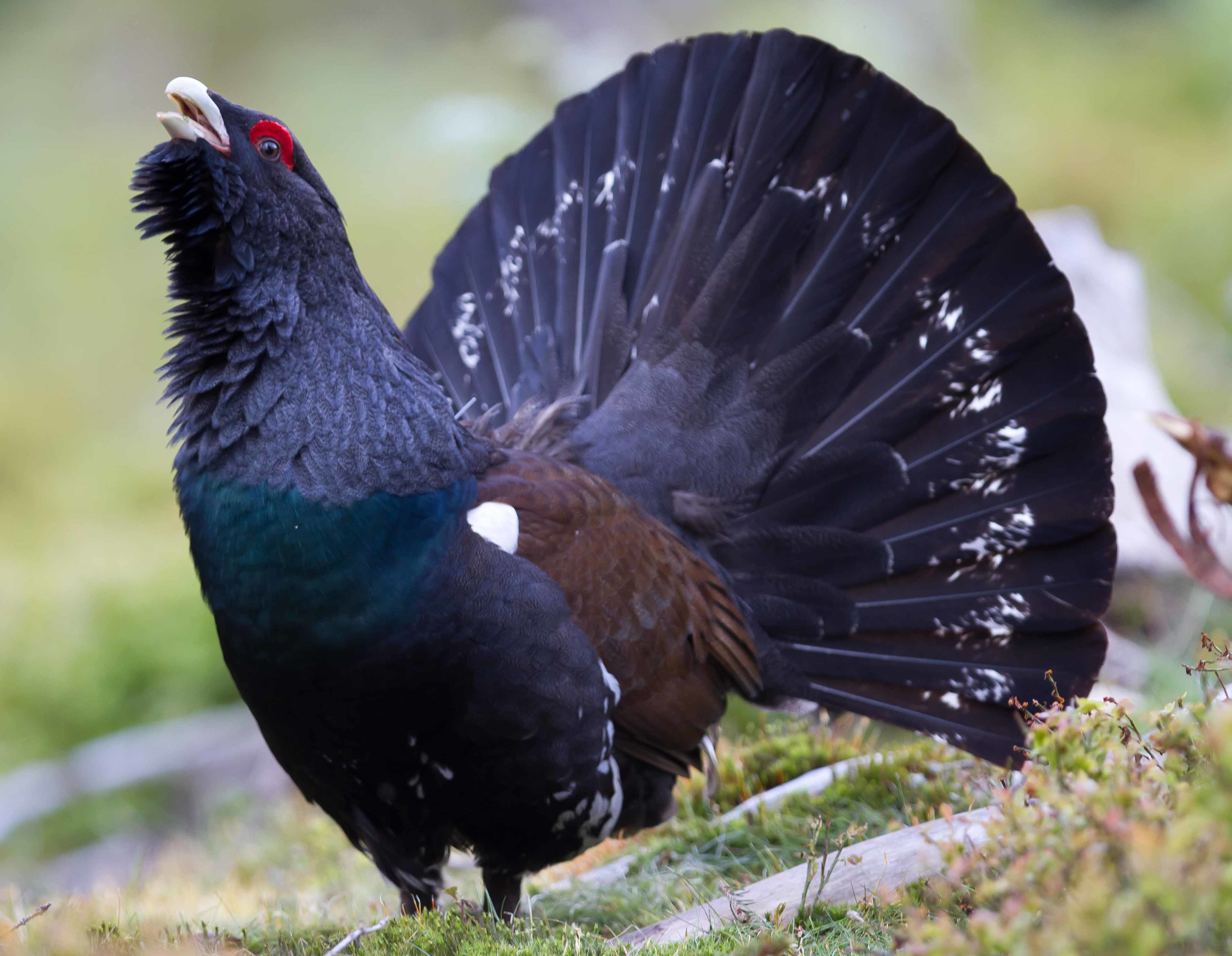
Gall fer (Tetrao urogallus)

La llista següent és una relació de 33 espècies d'ocells anellats per l'ornitòleg Héctor Andino Pol i el seu equip durant el període 1997-2007 a la Mata de València. L'estudi va ser publicat a l'Atlas de las aves nidificantes del Parque Nacional d'Aigüestortes i Estany de Sant Maurici y su entorno l'any 2005 i el 2007 va ser ampliat. Les espècies marcades amb un asterisc (*) corresponen a ocells no nidificants.
| Accipitriformes - Esparver (Accipiter nisus) Caradriformes - Becada (Scolopax rusticola) Passeriformes - Piula dels arbres (Anthus trivialis) - Cargolet (Troglodytes troglodytes) - Pardal de bardissa (Prunella modularis) - Pit-roig (Erithacus rubecula) - Rossinyol (Luscinia megarhynchos)* - Cotxa cua-roja (Phoenicurus phoenicurus)* - Merla (Turdus merula) - Tord comú (Turdus philomelos) - Griva (Turdus viscivorus) - Bosqueta vulgar (Hippolais polyglotta)* - Tallareta vulgar (Sylvia communis)* - Tallarol de casquet (Sylvia atricapilla) - Tallarol gros (Sylvia borin) - Mosquiter pàl·lid (Phylloscopus bonelli)* | - Mosquiter comú (Phylloscopus collybita) - Mosquiter de passa (Phylloscopus trochilus)* - Reietó (Regulus regulus) - Bruel (Regulus ignicapillus) - Mastegatatxes (Ficedula hypoleuca)* - Mallerenga cuallarga (Aegithalos caudatus) - Mallerenga emplomallada (Lophophanes cristatus) - Mallerenga petita (Periparus ater) - Mallerenga blava (Cyanistes caeruleus) - Raspinell pirinenc (Certhia familiaris) - Raspinell comú (Certhia brachydactyla) - Pica-soques (Sitta europaea) - Gaig (Garrulus glandarius) - Pinsà (Fringilla coelebs) - Lluer (Carduelis spinus) - Pinsà borroner (Pyrrhula pyrrhula) Piciformes - Picot garser gros (Dendrocopos major) |

## Geologia i geomorfologia
La Mata de València està situada a la Zona Axial pirinenca dins de la zona perifèrica del parc Nacional d'Aigüestortes i estany de St. Maurici. Hi afloren materials formats per roques paleozoiques, dipòsits de recobriment del Plistocè i blocs fragmentats de granit periglacials de l'Holocè.

## Història

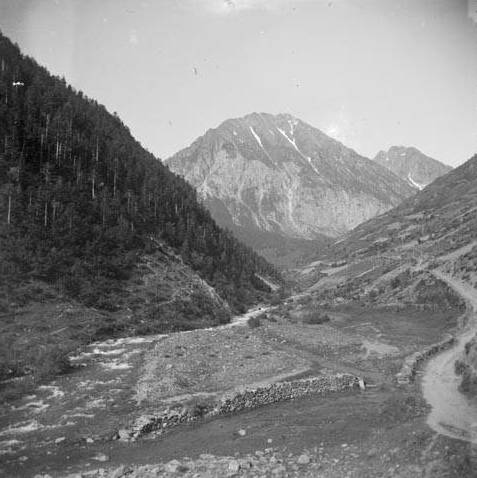
Vall de la Bonaigua i la Mata de València, a l'esquerra. Al fons, el Pui de la Bonaigua i el Pui de les Ares. Fotografia feta entre 1888 i 1892 pel fotògraf català Frederic Bordas Altarriba.

Històricament, la Mata de València ha sigut propietat dels veïns de València d'Àneu, els quals hi practicaven una explotació forestal d'aclarida, un tractament silvícola consistent en treure de manera selectiva alguns arbres per millorar el creixements dels que resten. Aquesta explotació forestal va ser especialment intensa durant la postguerra espanyola (aproximadament entre la dècada del 1940 i del 1950).
Tradicionalment ha sigut considerada com l'avetosa productiva per excel·lència del Pallars Sobirà a causa de la bona qualitat de la fusta d'avet i la taxa de creixement per sobre de 3,8 m³/ha/any, el creixement mitjà de les avetoses a l'Estat espanyol; unes condicions fisiogràfiques molt suaus (un 83,6% de la superfície amb un pendent menor al 60%); i la proximitat al riu Noguera Pallaresa, la principal via de transport de la fusta al Pallars durant la primera meitat del segle xx.
El 1976 la propietat va deixar de ser privada i la Mata va ser adquirida per l'Institut per a la Conservació de la Naturalesa (ICONA), un organisme administratiu de l'Estat espanyol per a la preservació i l'estudi dels espais naturals.

### L'aprofitament forestal en una zona protegida

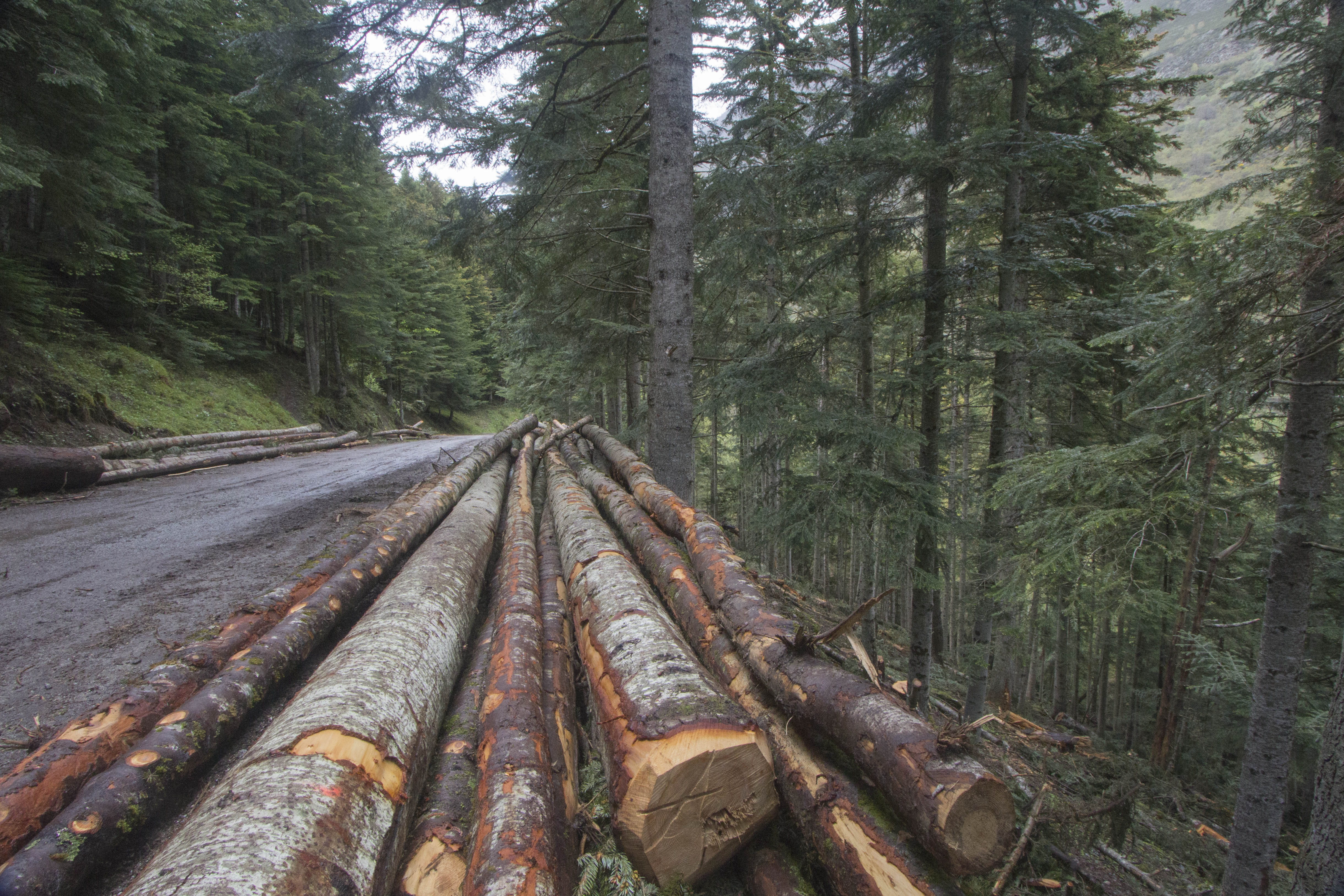
Troncs d'avet producte d'una tallada a la Mata de València (juny de 2013)

Durant l'època medieval els propietaris de la Mata de València eren els Comptes del Pallars; la desaparició del comptat va traspassar els seus béns al llinatge dels Cardona. Els habitants de València d'Àneu tenien dret a tres quartes parts del producte líquid de la venda de fusta, llenya i carbó vegetal que se n'extragués, i també de tota la pastura que se n'obtingués. La falta de successió masculina i els enllaços matrimonials que es produeixen al segle xvi els entronquen amb famílies castellanes i el Ducat de Cardona s'integrà finalment en el ducat de Medinaceli. Entre finals del segle xix i principis del XX, Àngel Boixareu Junyent, industrial forestal de la Pobla de Segur, l'adquirí.
Tradicionalment, a València d’Àneu a mitjans de maig es formava un ramat amb totes les vaques del poble, i se les feia anar a la Mata de València on pasturaven dins del bosc i de nit es tancaven a la Cabana Vella. Entre Sant Joan i Sant Pere es duien a altres indrets, dels quals no tornaven a la Mata fins principis de setembre, o abans en funció del temps. Les vaques s'estaven a la Mata de València des de primers de setembre fins al 15 d'octubre.
El 1970 València d'Àneu formà el nou municipi d'Alt Àneu, juntament amb Isil, Son i Sorpe. L'ajuntament del nou municipi s'establí a València d'Àneu.
El 1976 l'ICONA comprà la Mata, que fou posteriorment traspassada a la Generalitat de Catalunya en la seva recuperació. En tots els traspassos de propietat es reconegué els drets d'aprofitament forestal dels habitants de València d'Àneu, drets que van exercir, duent a terme les tallades i pastures adients.
Atès que el bosc de la Mata de València es troba dins de la zona perifèrica de protecció del Parc Nacional d’Aigüestortes i Estany de Sant Maurici, la Generalitat va deixar de permetre les tales. El 1987 es va aprovar el Pla Tècnic de Millora i Gestió Forestal del bosc, que incloïa certs aprofitaments forestals, però que l'administració no els va voler executar. Des de 1987 fins al 1995 la Generalitat va compensar econòmicament a l'ajuntament d'Alt Àneu.
A partir del 1996 la Generalitat va deixar de continuar pagant les compensacions, i tampoc va executar el Pla Tècnic que permetia aprofitaments forestals. L'any 2002 l'ajuntament de l'Alt Aneu va exigir, via judicial, les indemnitzacions per no haver pogut explotar el bosc ni haver rebut una import compensatori. El Tribunal Superior de Justícia de Catalunya va donar la raó a l'ajuntament, en el sentit del dret a percebre les referides compensacions.
A partir d'aquesta data, començà un llarg, feixuc i embolicat procés, que s'inicià amb l'aprovació per part de la Generalitat d'un nou projecte d'ordenació forestal que fou judicialment suspès el 2014 a instàncies de l'ajuntament d'Alt Àneu, procés que desembocà en el pagament el 2017 per part de la Generalitat de 106.109,13 euros a l'ajuntament pels perjudicis econòmics derivats de la restricció dels drets d'aprofitament forestal que comportà la vigència del Projecte d'ordenació forestal de la Mata de València de 2011, fins a la seva anul·lació per sentencia judicial. Es considera que existeix un dret d'indemnització al titular d'un dret quan la normativa d'un espai protegit restringeix o limita unes activitats econòmiques preexistents i autoritzades.

## Imatges

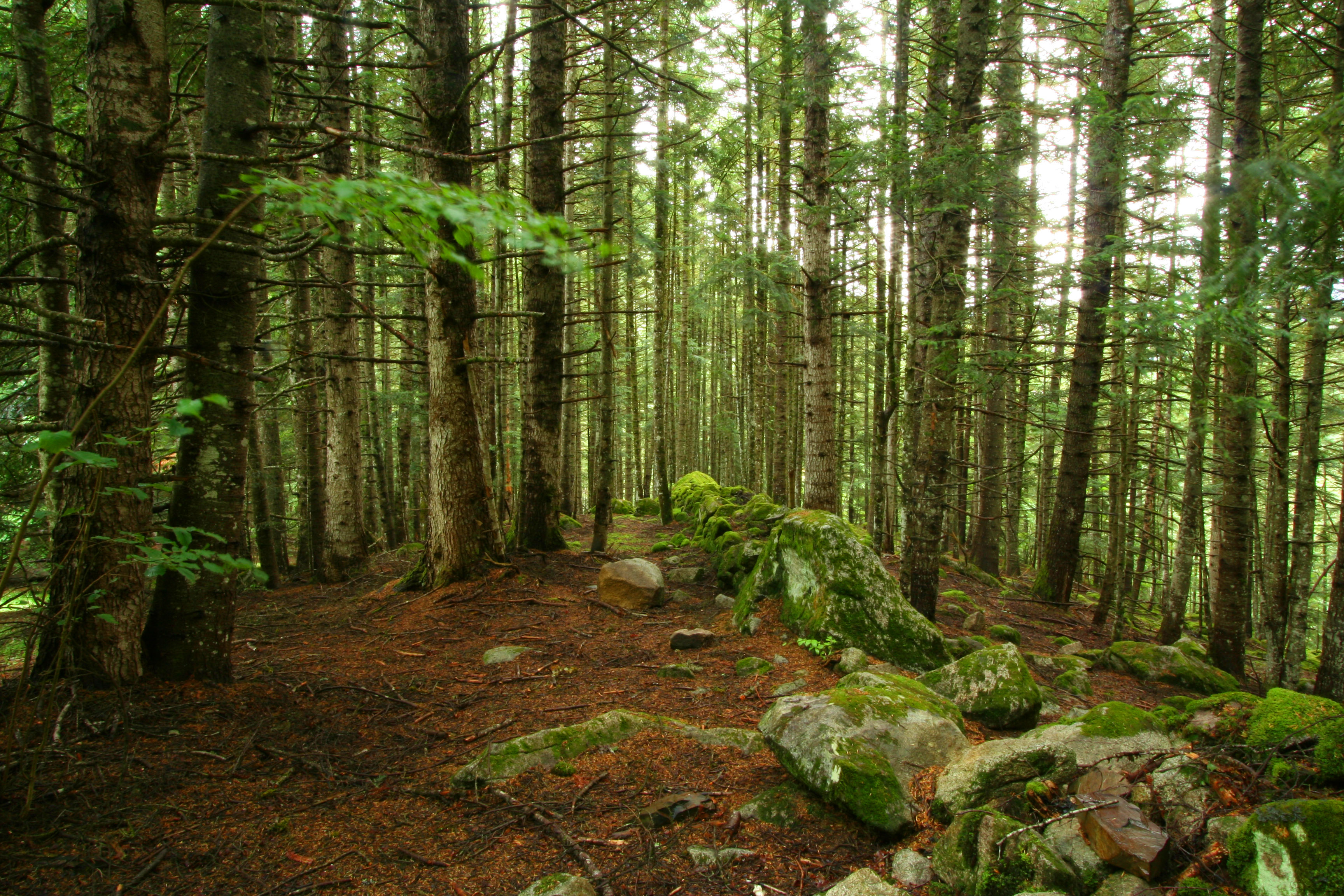
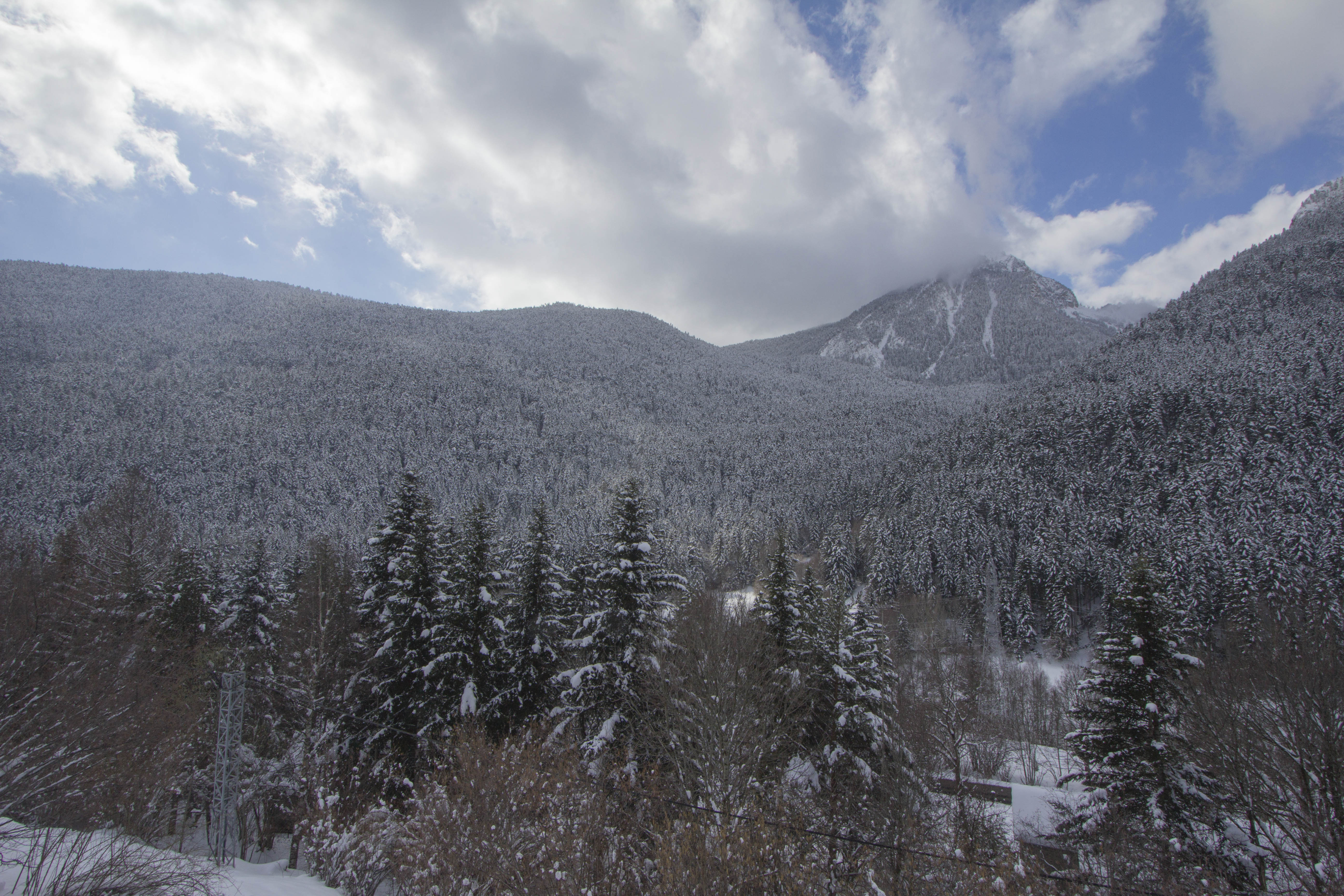
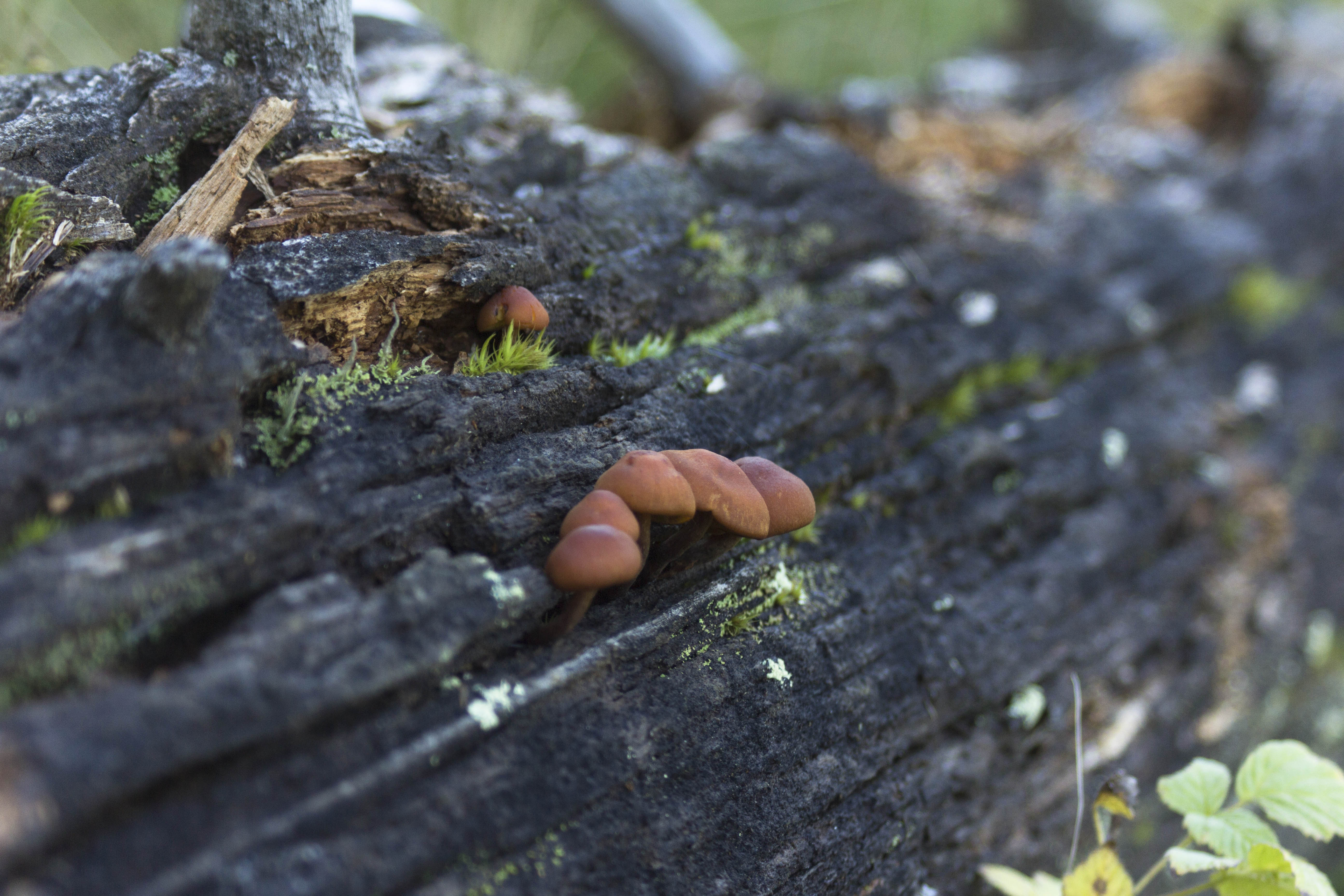
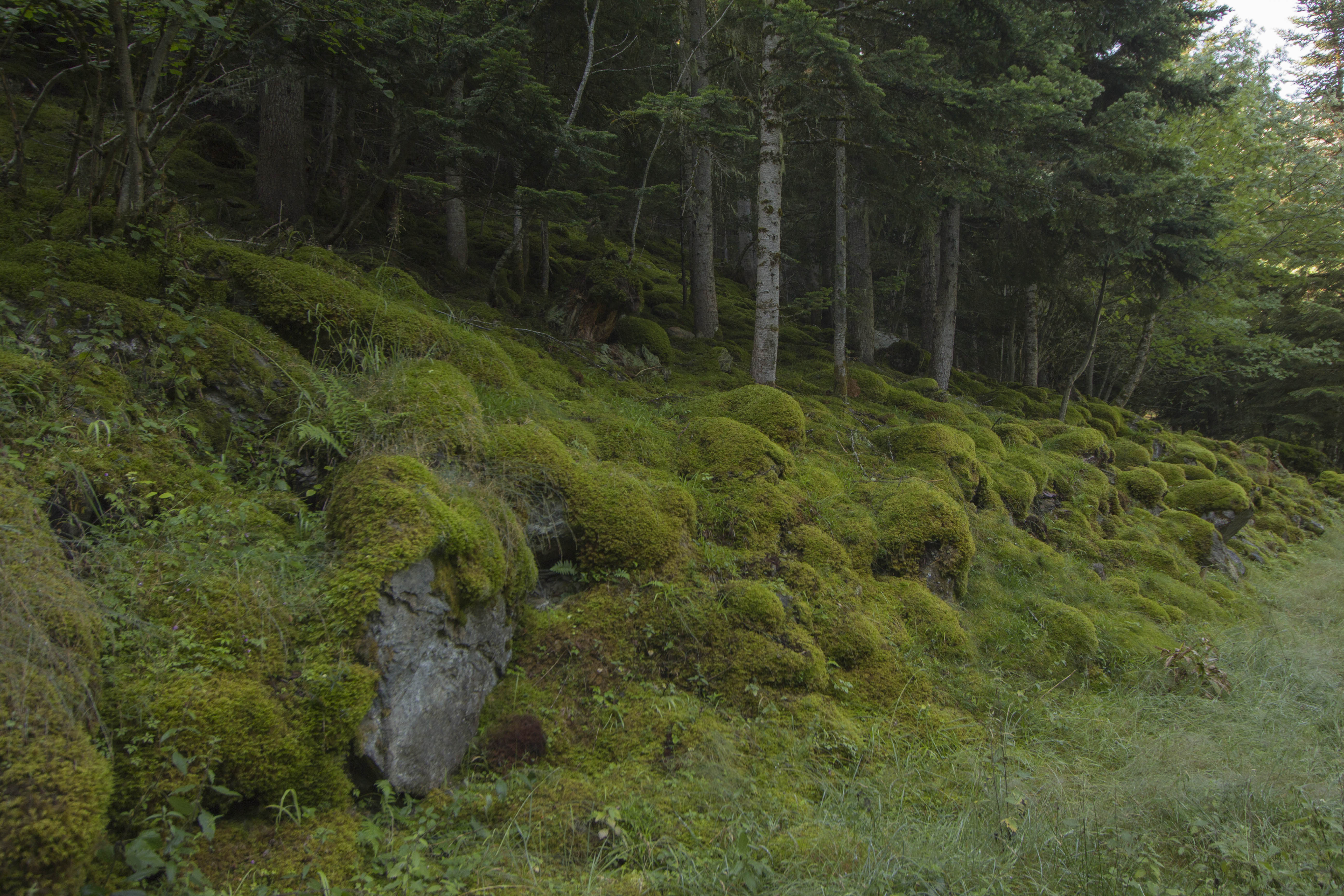